# Arkadij Afanasjew
Arkadij Georgiewicz Afanasjew (ur. 20 marca 1959) – radziecki piłkarz występujący na pozycji pomocnika. W ciągu swojej kariery występował w Dinamie Leningrad, Daugavie Ryga, Zenicie Leningrad, Pogoni Szczecin oraz Mjølner. W reprezentacji Związku Radzieckiego rozegrał jedno spotkanie.